# Zygia rubiginosa
Zygia rubiginosa là một loài thực vật có hoa trong họ Đậu. Loài này được L.Rico miêu tả khoa học đầu tiên.